# Vlag van Zaandijk

Vlag van de gemeente Zaandijk
(1962-1974)

Dorpsvlag van Zaandijk
(Sinds 1994 in gebruikt. Sinds 2009 officieel)

De vlag van Zaandijk werd op 12 december 1962 per raadsbesluit vastgesteld als gemeentelijke vlag van de Noord-Hollandse gemeente Zaandijk. De vlag kan als volgt worden beschreven:
Wit met een versmald rood scandinavisch kruis waarvan de armen naar de broeking, de bovenzijde en de onderzijde van gelijke lengte zijn; het veld in de broektop gekwartileerd van wit en rood, waarin vier elkaar toegewende leeuwen, van het een in het ander.
De vlag is afgeleid van het gemeentewapen. Aan de stokzijde is het gemeentelijke wapenschild afgebeeld.
Het gemeentelijk dundoek bleef tot 1 januari 1974 in gebruik, op die dag is de gemeente opgegaan in de nieuw opgerichte gemeente Zaanstad.

## Dorpsvlag
Op 26 oktober 2009 werd door de gemeenteraad van Zaanstad een dorpsvlag voor Zaandijk vastgesteld. Deze kan als volgt worden beschreven:
Drie banen van gelijke hoogte van rood, geel en blauw, met een kanton met zijden gelijk aan de helft van de vlaghoogte; het kanton gekwartileerd van rood en wit, waarin vier elkaar toegewende klimmende leeuwen, van het een in het ander.
Dit is een merkwaardige vlag, in de eerste plaats omdat het wapen van Zaandijk gespiegeld is waardoor het gelijk is geworden aan het wapen van Westzaan, dat later is overgenomen in het wapen van Zaanstad. Ook in het wapen van Zaandam komt het in deze vorm voor. Ten tweede is de vlag afgeleid van de defileervlaggen van 1938, die destijds uitsluitend voor de gelegenheid van het defilé in Amsterdam ter ere van het veertigjarig regeringsjubileum van koningin Wilhelmina waren gemaakt. Dergelijke vlaggen zijn in het verleden door diverse gemeenten als gemeentevlag gebruikt, maar inmiddels vrijwel allemaal vervangen door andere ontwerpen. De kleuren van de banen zijn ontleend aan het wapen van Noord-Holland. Ter gelegenheid van het 500-jarig bestaan van Zaandijk in 1994 werd deze vlag in grote oplage vervaardigd en in het gehele dorp gehesen. De beweegredenen voor het invoeren van juist déze vlag als dorpsvlag zijn onbekend; de dorpsvlag heeft in deze vorm historisch niets met Zaandijk te maken.

## Verwante afbeeldingen

wapen van Zaandijk
Wapen van Westzaan
Wapen van Zaandam
Wapen van Zaanstad

Akersloot
· Andijk
· Anna Paulowna 
· Assendelft 
· Beemster 
· Bennebroek 
· Blokker 
· Broek in Waterland 
· Bussum 
· Callantsoog 
· Edam 
· Egmond 
· Egmond aan Zee 
· Egmond-Binnen 
· Graft-De Rijp 
· 's-Graveland 
· Haarlemmerliede en Spaarnwoude 
· Harenkarspel 
· Heerhugowaard 
· Hensbroek 
· Hoogwoud 
· Ilpendam 
· Jisp 
· Krommenie 
· Langedijk 
· Limmen 
· Marken 
· Midwoud 
· Monnickendam 
· Muiden 
· Naarden 
· Nederhorst den Berg 
· Nibbixwoud 
· Niedorp 
· Noorder-Koggenland 
· Obdam 
· Opperdoes 
· Schermer 
· Schermerhorn 
· Schoorl 
· Sint Maarten 
· Terschelling 
· Terschelling en Vlieland 
· Twisk 
· Venhuizen 
· Vlieland 
· Warmenhuizen
· Weesp
· Wervershoof 
· Wester-Koggenland 
· Westwoud 
· Westzaan 
· Wieringen 
· Wieringermeer 
· Wijdewormer 
· Wognum 
· Wormer 
· Wormerveer 
· Zaandam 
· Zaandijk 
· Zeevang 
· Zijpe
Abbekerk
· Assendelft
· Bergen
· Bovenkarspel
· Buitenveldert
· Bussum
· De Rijp
· Driemond
· Groet
· Grootschermer
· Graft
· Hauwert
· Huisduinen
· Julianadorp
· Koog aan de Zaan
· Krommenie
· Krommeniedijk
· Lambertschaag
· Marken
· Middelie
· Muiden
· Muiderberg
· Naarden
· Nauerna
· Nibbixwoud
· Nieuw-Vennep
· Omval
· Opperdoes
· Rijsenhout
· Sijbekarspel
· Sint Pancras
· Sloten
· Spaarndam
· Vogelenzang
· Weesp
· Wijk aan Zee
· Wormerveer
· Zaandijk
· Zwaagdijk-West